# Irina Romoldanova
Irina Romoldanova (Kijev, 29. svibnja 1994.) ukrajinska je tekvandoašica, europska prvakinja i svjetska doprvakinja u kategoriji do 46 kg.

## Životopis
Rođena je 1994. u Kijevu.
Prvo veliko odličje, srebrnog sjaja, osvojila je na Olimpijskim igrama mladih 2010. u Singapuru.
Četiri godine kasnije, osvojila je europsko srebro u azerbajdžanskom Bakuu. Sljedeće godine osvojila je i svjetsko srebro u ruskom Čeljabinsku. Uspješan niz nastavila je osvajanjem europskog zlata 2016. u švicarskom Montreauxu i zlata na Univerzijadi 2017. u tajvanskom Taipeiju.